# Le Progrès des Ardennes

Le Progrès des Ardennes est un quotidien régional républicain français, diffusé dans les Ardennes, fondé le 8 novembre 1870 par le photographe Émile Jacoby (Philippe-Émile Jacobs dit Jacoby), dans l'effervescence de l'effondrement du Second Empire. 

## Positionnement du journal
Ce nouveau quotidien se veut politique, littéraire, agricole et industriel, comme indiqué sur la manchette. Il eut une existence éphémère, sa parution ayant été suspendue dès avril 1871 par le préfet des Ardennes. Il a été créé pour concurrencer un concurrent conservateur et bien-pensant, Le Courrier des Ardennes, quotidien départemental fondé en 1833, longtemps bonapartiste et favorisé par l'ancien pouvoir qui lui réservait les annonces judiciaires et avait muselé les autres publications locales,.
Vendu au prix de dix centimes, Le Progrès est diffusé dans les villes de Charleville et de Mézières, ainsi que dans quelques autres communes voisines. Dans la profession de foi du numéro spécimen de novembre 1870, Émile Jacoby écrit : « Pour combattre le Prussien nous avons besoin de Franc-Tireurs; pour combattre les causes qui l'ont amené dans nos foyers, nous avons besoin de francs parleurs ».
Alors que sa mère lisait Le Courrier des Ardennes, Arthur Rimbaud, alors âgé de 16 ans, publia quelques textes au Progrès des Ardennes et y occupa un poste de secrétaire de rédaction, pendant quelques jours à la veille de la fermeture du journal : « Depuis le 12 », écrit le jeune Rimbaud, « je dépouille la correspondance au Progrès des Ardennes : aujourd'hui, il est vrai, le journal est suspendu. Mais j'ai apaisé la bouche d'ombre pour un temps ».

## Publications
Ce quotidien est entré dans l'histoire littéraire pour avoir été le fer de lance du poète Arthur Rimbaud, qui y publie son premier texte en novembre 1870, âgé de seize ans. Il s'agit d'un texte de circonstance intitulé « Le Rêve de Bismarck », qui dépeint de manière parodique l'empereur allemand prêt à envahir l'Europe,.
Ce texte en prose, jusque-là entièrement oublié, n'est redécouvert qu'en 2008 à la faveur d'un hasard et à la surprise générale. On doit cette découverte au cinéaste Patrick Taliercio, alors âgé de 32 ans. Ce dernier, en repérages pour un film, découvre chez un bouquiniste quelques exemplaires du journal. Dans le numéro daté du 25 novembre 1870, il reconnaît un des pseudonymes utilisés par Rimbaud dans sa jeunesse, Jean Baudry. Il fait part de sa découverte et le texte sera rapidement authentifié par les rimbaldiens. À noter que les pliures du journal ayant entraîné de légères disparitions, ce texte reste encore, aujourd'hui, incomplet.
Arthur Rimbaud avait précédemment proposé à Émile Jacoby des poèmes pour publication dans ce quotidien. Celui-ci lui avait répondu que le moment ne s'y prêtait pas : « Impossible de publier vos vers en ce moment. Ce qu'il nous faut, ce sont des articles d'actualité et ayant une utilité immédiate. Quand l'ennemi ne sera plus sur notre sol, nous aurons peut-être le temps de prendre les pippeaux [sic] et de chanter les arts de la paix. Mais aujourd'hui, nous avons autre chose à faire ». 
On a longtemps cru, sur la foi d'un article de Jules Mouquet paru le 4 juin 1949 dans la Gazette de Lausanne, que la Lettre du Baron de Petdechèvre à son secrétaire au château de Saint-Magloire était de Rimbaud et avait paru dans Le Progrès des Ardennes. Ce texte figure par exemple dans l'édition de 1963 des Œuvres complètes de Rimbaud dans la bibliothèque de la Pléiade. Marc Ascione a démontré, en 1991, que ce texte n'était pas de Rimbaud.

## Censure et fermeture
Le journal est suspendu le 12 avril 1871 par arrêté, dont l'application est confirmée au ministre trois jours plus tard. Le soutien apportée par le journal à la Commune de Paris serait à l'origine de cette suspension. Lorsque le couperet tombe sur cette publication, Arthur Rimbaud s'occupe encore de la correspondance du journal,. Selon le préfet, un journal, Le Nord-Est, de tendance républicaine mais d'expression plus modérée, moins exalté pour reprendre les termes du haut fonctionnaire territorial écrivant à son ministre,  aurait dès juillet recueilli son lectorat.